# David Hoberman
David Hoberman, all'anagrafe David Elliot Hoberman (New York, 19 settembre 1952), è uno scenografo, regista e produttore televisivo statunitense.

## Biografia
Figlio di Ben Hoberman, David inizia la sua carriera di produttore nel 1977. Nel 2010 viene candidato all'Oscar per il film The Fighter.

## Filmografia

### Produttore

#### Cinema
- The Fighter (2018)
- Wonder (2017)
- Un matrimonio esplosivo (Shotgun Wedding) (2023)
- Wonder: White Bird (White Bird: A Wonder Story) (2023)

#### Televisione
- Detective Monk (2002-2009)

## Premi
- Premio Oscar
  - 2010 - Candidatura al miglior film per The Fighter
- American Film Institute
  - 2010 - Film dell'anno per The Fighter